# Wannersdorf (Gemeinde Frohnleiten)
Wannersdorf ist eine Ortschaft auf dem Gebiet der gleichnamigen Katastralgemeinde in der Stadtgemeinde Frohnleiten im österreichischen Bundesland Steiermark. Wannersdorf zählt 180 Bewohner (Stand 1. Jänner 2024) auf einer Fläche von 538,98 ha (Stand 31. Dezember 2023). Wannersdorf liegt an der Mur.
In Wannersdorf liegt das Stammwerk der Mayr-Melnhof AG, die eine der größten Kartonhersteller weltweit ist. 1888 wurde das Werk in Frohnleiten-Wannersdorf gegründet und seitdem immer wieder weiter ausgebaut.
Westlich des Ortes liegt das Murkraftwerk Frohnleiten (Lage). 2015 wurde das Kraftwerk aus dem Jahr 1925 umfassend saniert und neugebaut. Die Produktionsmenge beträgt 47 GWh und das Kraftwerk versorgt 14.500 Haushalte.
Der Gschwendt (eig. Gschwendtberg oder Gschwendtkogel) ist der Hausberg der Stadtgemeinde Frohnleiten. Der 993 m hohe Berggipfel liegt im Gebiet von Wannersdorf.

## Bevölkerung
Die Tabelle zeigt die Bevölkerungsveränderung der Ortschaft Wannersdorf.
| Ortschaft   | 15.05.2001 | 31.10.2011 | 01.01.2015 |
| ----------- | ---------- | ---------- | ---------- |
| Wannersdorf | 202        | 205        | 196        |

### Persönlichkeiten
- Franz Freiherr Mayr von Melnhof (1854–1893), Industrieller